# Kleingörschen

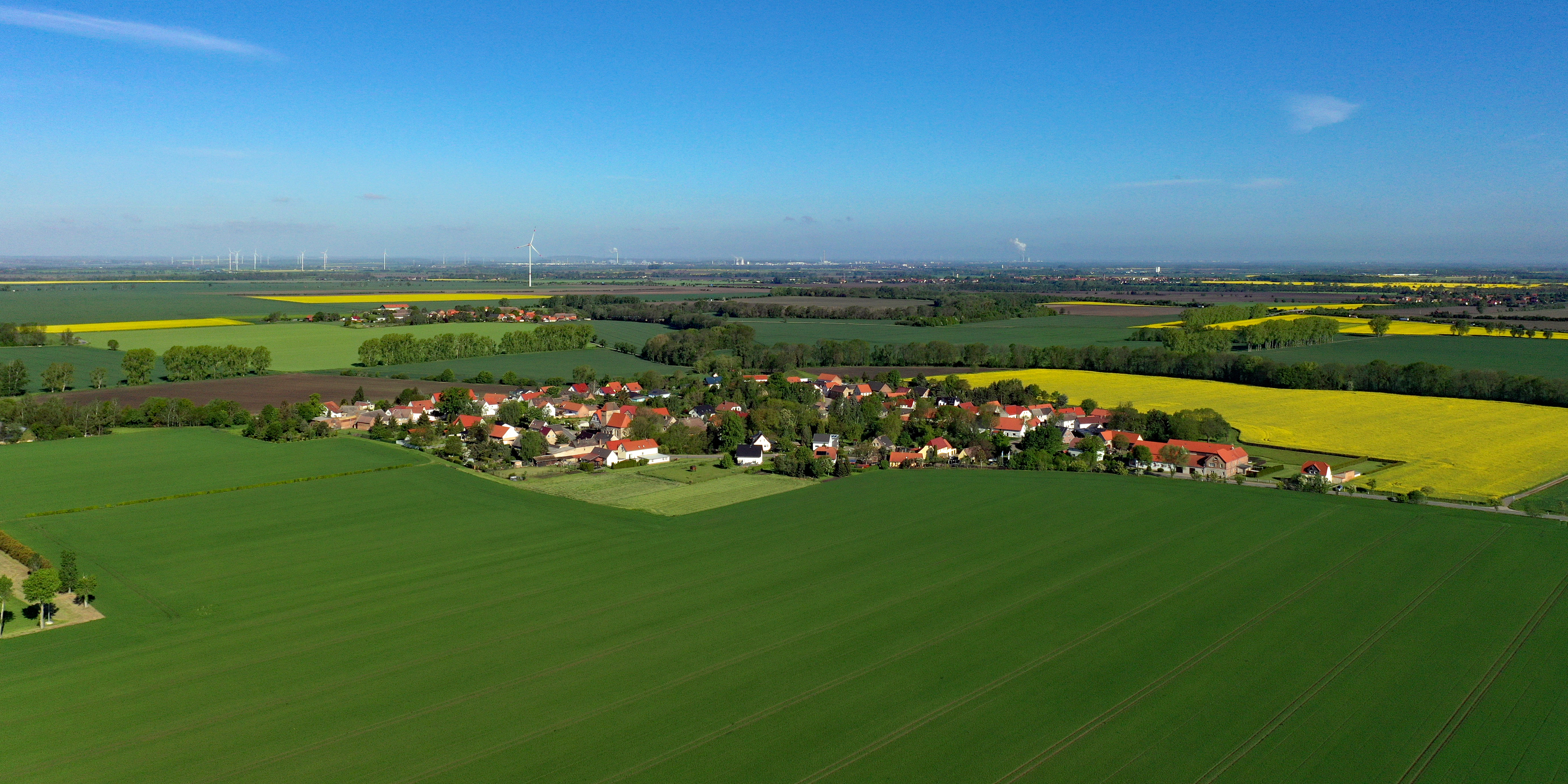
Luftbild

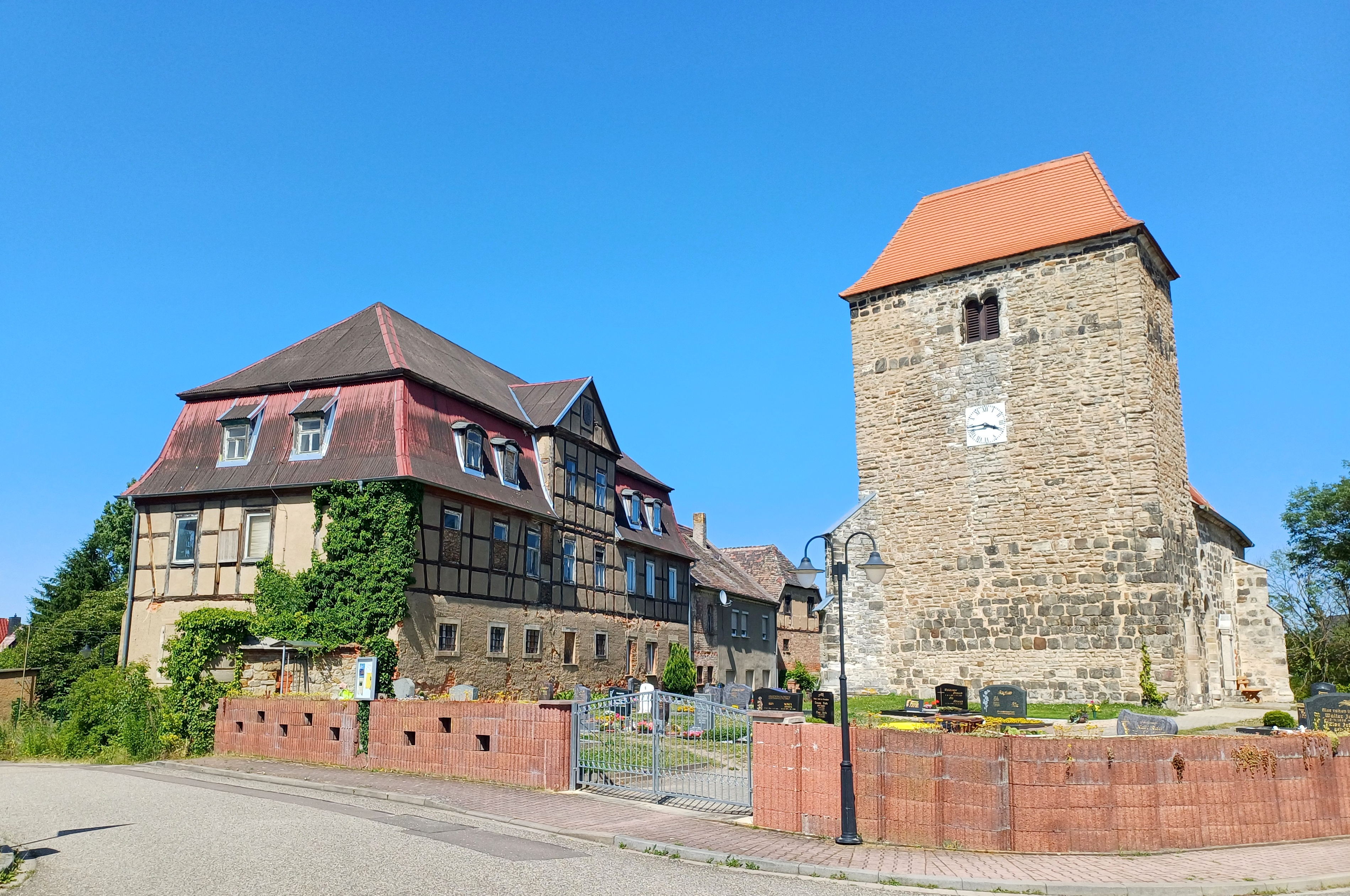
Ortszentrum von Kleingörschen mit Rittergut und Kirche (2012)

Kleingörschen ist eine zum Ortsteil Großgörschen  der Stadt Lützen im Burgenlandkreis in Sachsen-Anhalt gehörige Ortschaft.

## Geografie
Kleingörschen liegt südöstlich von Lützen zwischen Leipzig und Weißenfels sowie zwischen den Tagebaugebieten von Zwenkau und Profen. Umgeben ist die Ortschaft von umfangreichen landwirtschaftlichen Nutzflächen. Großgörschen schließt sich südlich an Kleingörschen an.

## Geschichte
Kleingörschen ist eine slawische Gründung aus der Zeit um das Jahr 600. Die älteste urkundliche Erwähnung geht auf das Jahr 1277 zurück. Damals verkaufte der Wettiner Markgraf Dietrich von Landsberg dem Bischof des Hochstifts Merseburg Friedrich I. von Torgau den Gerichtsstuhl Eisdorf mitsamt allen hinzugehörenden Orten für 300 Mark Silber. Unter den insgesamt dreißig Orten wird auch Görschen (ohne Unterteilung in Groß- und Kleingörschen) genannt. In der Folgezeit gehörte Kleingörschen bis 1815 zum hochstift-merseburgischen Amt Lützen, das seit 1561 unter kursächsischer Hoheit stand und zwischen 1656/57 und 1738 zum Sekundogenitur-Fürstentum Sachsen-Merseburg gehörte.
Im Ort befanden sich traditionell die zwei Rittergüter Rother Hof und Carlsburg, die in einer Hand vereinigt waren und sich bis 1784 im Besitz des in diesem und dem Nachbarort Großgörschen sesshaften Adelsgeschlechtes von Görschen befanden. Das vereinigte Rittergut ging 1784 an die Familie von Merkel über. Die Allodifikation des vereinigten Rittergutes erfolgte am 26. März 1840.
Im Zuge der der ersten Kreisreform in der DDR wurde Kleingörschen am 1. Juli 1950 in Großgörschen eingemeindet und in den Kreis Weißenfels umgegliedert. Seit 2010 gehört Großgörschen zur neuen Stadt Lützen.

## Sehenswürdigkeiten
- Kirche
- Bockwindmühle